# Campo Grande do Piauí
Campo Grande do Piauí is een gemeente in de Braziliaanse deelstaat Piauí. De gemeente telt 5.898 inwoners (schatting 2009).